# Le secret des Flamands
Le secret des Flamands è una miniserie televisiva francese del 1974 diretta da Robert Valey.
Le prime due puntate furono trasmesse da Office de Radiodiffusion Télévision Française il 3 e il 24 gennaio 1974.

## Trama
Ispirata al libro Le vite de' più eccellenti pittori, scultori e architettori del pittore Giorgio Vasari, questa miniserie storica, in cui si intrecciano tradimenti, rapimenti, omicidi e indagini, racconta la scoperta da parte degli italiani del segreto della pittura fiamminga intorno al 1470.